# 제롬 토마 (권투 선수)
제롬 토마(프랑스어: Jérôme Thomas, 1979년 1월 20일~)는 프랑스의 전직 권투 선수이다. 올림픽에 3회 참가했으며 2000년 하계 올림픽 남자 플라이급 동메달과 2004년 하계 올림픽 남자 플라이급 은메달을 획득했다. 또한 세계 선수권 대회에서 금메달 1개, 은메달 1개를 획득했고 유럽 선수권 대회에서 동메달 2개를 획득했다.
프랑스 국가대표 은퇴 후 2008년에 프로 선수로 전향하여 2012년까지 활동했다.

## 수상

### 수훈
- 국가공로훈장 슈발리에급(2004년 9월 4일)